# Мойсес Муньйос
Мойсес Муньйос (ісп. Moisés Muñoz, нар. 1 лютого 1980, Морелія) — мексиканський футболіст, воротар клубу «Америка» та національної збірної Мексики.

## Клубна кар'єра
У дорослому футболі дебютував 1999 року виступами за команду клубу «Монаркас», в якій провів одинадцять сезонів, взявши участь у 282 матчах чемпіонату. Більшість часу, проведеного у складі «Монаркас», був основним голкіпером команди.
Своєю грою за цю команду привернув увагу представників тренерського штабу клубу «Атланте», до складу якого приєднався 2010 року. Відіграв за цю команду наступний сезон своєї ігрової кар'єри. Граючи у складі «Атланте» також здебільшого виходив на поле в основному складі команди.
До складу клубу «Америка» приєднався 2011 року.

## Виступи за збірну
2004 року дебютував в офіційних матчах у складі національної збірної Мексики. Відтоді провів у формі головної команди країни лише 13 матчів, зазвичаю лишаючись на лаві запасних як резервний голкіпер.
У складі збірної був учасником розіграшу Кубка Америки 2004 року в Перу, розіграшу Кубка конфедерацій 2005 року в Німеччині, розіграшу Золотого кубка КОНКАКАФ 2005 року, а також розіграшу Золотого кубка КОНКАКАФ 2013 року.

## Титули і досягнення
- Переможець Золотого кубка КОНКАКАФ: 2015